# The Rapsody Overture
Ne doit pas être confondu avec Rapsody.
Singles
1. Prince Igor
Sortie : 13 octobre 1997
2. Dear Mallika
Sortie : 1998

The Rapsody Overture, sous-titré Hip Hop Meets Classic, est un album-concept, sorti en 1997.
Produit par Mercury Records et distribué par Def Jam Recordings, cet album propose des collaborations entre des artistes américains de hip-hop et des artistes européens de musique classique. Le titre est un mot-valise rapprochant les mots « rap » et « rhapsody » (« rhapsodie »). 
L'album est notamment connu pour le titre Prince Igor, duo entre le rappeur Warren G et la chanteuse d'opéra norvégienne Sissel. Ce single, no 1 des ventes en Europe durant l'année 1998, reprend une aria des Danses polovtsiennes de l'opéra Le Prince Igor du compositeur russe Alexandre Borodine. Le titre Dear Mallika, collaboration entre LL Cool J, Heike Therjung et Kathy Magestro, est également sorti en single.

## Liste des titres
| 1.  | Intro                                                         |                          |                                                           | 1:15 |
| 2.  | E Lucean le Stelle (Extrait de E lucevan le stelle)           | Giacomo Puccini          | Xzibit                                                    | 3:51 |
| 3.  | Dear Mallika (Extrait du Duo des fleurs)                      | Léo Delibes              | LL Cool J featuring Heike Therjung et Kathy Magestro      | 4:05 |
| 4.  | E Lucean le Stelle (Reprise) (Extrait de E Lucevan le Stelle) | Puccini                  |                                                           | 1:45 |
| 5.  | Delilah (Extrait de Mon cœur s'ouvre à ta voix)               | Camille Saint-Saëns      | Rev Run featuring Gabrielle Fiodoresku                    | 4:00 |
| 6.  | Prince Igor (Extrait des Danses polovtsiennes)                | Alexandre Borodine       | Warren G featuring Sissel                                 | 4:20 |
| 7.  | Belle Nuit (Extrait des Contes d'Hoffmann)                    | Jacques Offenbach        | Mother Superia featuring Heike Therjung et Kathy Magestro | 3:45 |
| 8.  | Präludium (Extrait du Clavier bien tempéré)                   | Johann Sebastian Bach    | Jay featuring Chris Weller (piano)                        | 2:05 |
| 9.  | Ach So Fromm (Extrait de Martha)                              | Friedrich von Flotow     | Jay featuring Robert Gionfribbo                           | 4:56 |
| 10. | Syrinx (Extrait de Syrinx)                                    | Claude Debussy           | Redman featuring Dieter Voelker (guitare)                 | 3:34 |
| 11. | Vissi D'Arte (Extrait de Tosca)                               | Puccini                  | Onyx featuring Kathy Magestro                             | 4:29 |
| 12. | Schwanensee (Extrait du Lac des cygnes)                       | Piotr Ilitch Tchaïkovski | Scoota featuring Dieter Voelker (guitare)                 | 3:02 |
| 13. | Recondita Armonica (Extrait de Tosca)                         | Puccini                  | Nikki D (en) featuring Kim Chung Park                     | 4:26 |
| 14. | Nessun Dorma (Extrait de Turandot)                            | Puccini                  | Mobb Deep featuring Kim Chung Park                        | 3:32 |

| 1.  | Intro                                                                     |                          |                                                           | 1:15 |
| 2.  | E Lucean le Stelle (Extrait de E lucevan le stelle)                       | Giacomo Puccini          | Xzibit                                                    | 3:51 |
| 3.  | Dear Mallika (Extrait du Duo des fleurs)                                  | Léo Delibes              | LL Cool J featuring Heike Therjung et Kathy Magestro      | 4:05 |
| 4.  | E Lucean le Stelle (Reprise) (Extrait de E Lucevan le Stelle)             | Puccini                  |                                                           | 1:45 |
| 5.  | Grâce                                                                     |                          | Expression Direkt                                         | 4:05 |
| 6.  | Dear Mallika (D.O.N.S. Alternative Mix) (Extrait du Duo des fleurs)       | Léo Delibes              | Warren G featuring Sissel                                 | 4:11 |
| 7.  | Prince Igor (Ries Class Jazz Extended) (Extrait des Danses polovtsiennes) | Alexandre Borodine       | Warren G featuring Sissel                                 | 6:05 |
| 8.  | Prince Igor (Extrait des Danses polovtsiennes)                            | Alexandre Borodine       | Warren G featuring Sissel                                 | 4:22 |
| 9.  | Belle Nuit (Extrait des Contes d'Hoffmann)                                | Jacques Offenbach        | Mother Superia featuring Heike Therjung et Kathy Magestro | 3:45 |
| 10. | Präludium (Extrait du Clavier bien tempéré)                               | Johann Sebastian Bach    | Jay featuring Chris Weller (piano)                        | 2:05 |
| 11. | Ach So Fromm (Extrait de Martha)                                          | Friedrich von Flotow     | Jay featuring Robert Gionfribbo                           | 4:56 |
| 12. | Syrinx (Extrait de Syrinx)                                                | Claude Debussy           | Redman featuring Dieter Voelker (guitare)                 | 3:34 |
| 13. | Vissi D'Arte (Extrait de Tosca)                                           | Puccini                  | Onyx featuring Kathy Magestro                             | 4:29 |
| 14. | Schwanensee (Extrait du Lac des cygnes)                                   | Piotr Ilitch Tchaïkovski | Scoota featuring Dieter Voelker (guitare)                 | 3:02 |
| 15. | Recondita Armonica (Extrait de Tosca)                                     | Puccini                  | Nikki D featuring Kim Chung Park                          | 4:26 |
| 16. | Nessun Dorma (Extrait de Turandot)                                        | Puccini                  | Mobb Deep featuring Kim Chung Park                        | 3:32 |

## Rapsody – Hip Hop Meets World
Un deuxième album intitulé Rapsody – Hip Hop Meets World sort en 2000. Suivant le même concept, il fait se rencontrer rappeurs et artistes de musiques du monde (world music en anglais).